# St. Blasius (Kaufbeuren)

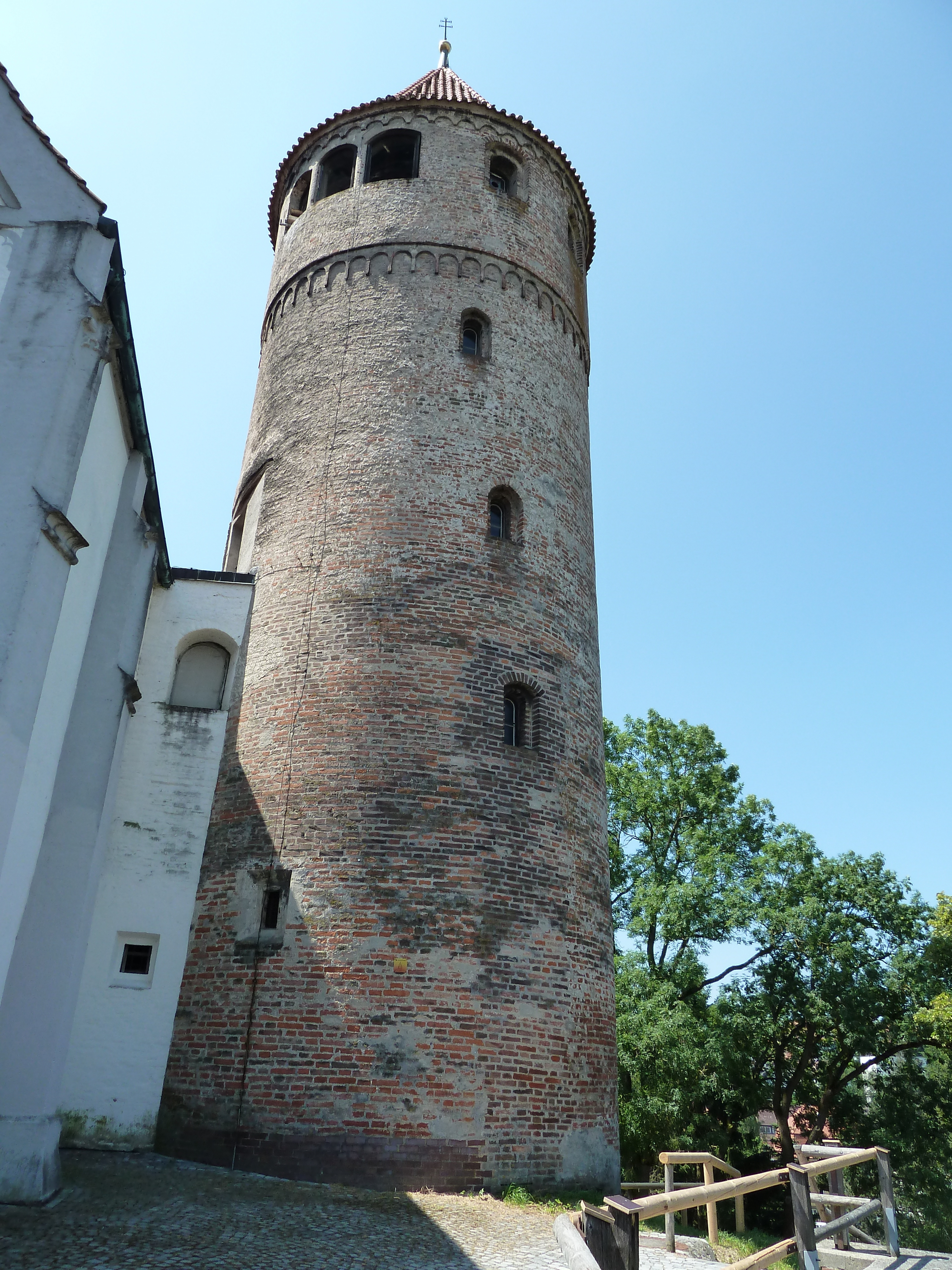
Turm von Osten

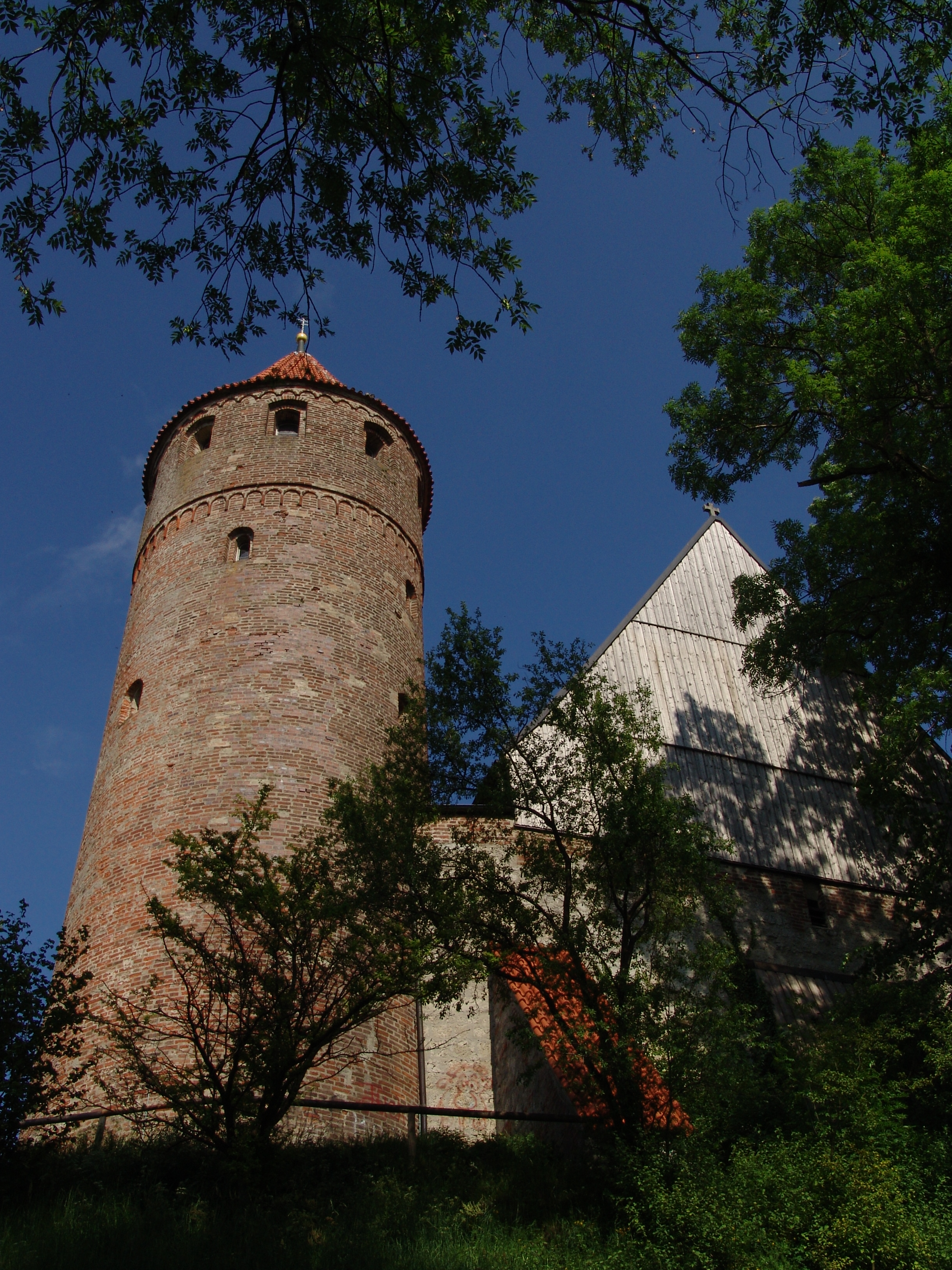
Turm von Westen

Die spätgotische Kirche St. Blasius steht neben dem nordwestlichen Eckturm der Stadtbefestigung über der Altstadt von Kaufbeuren in Schwaben. Der kleine Sakralbau gilt als eines der bedeutendsten mittelalterlichen Baudenkmäler Schwabens.

## Geschichte

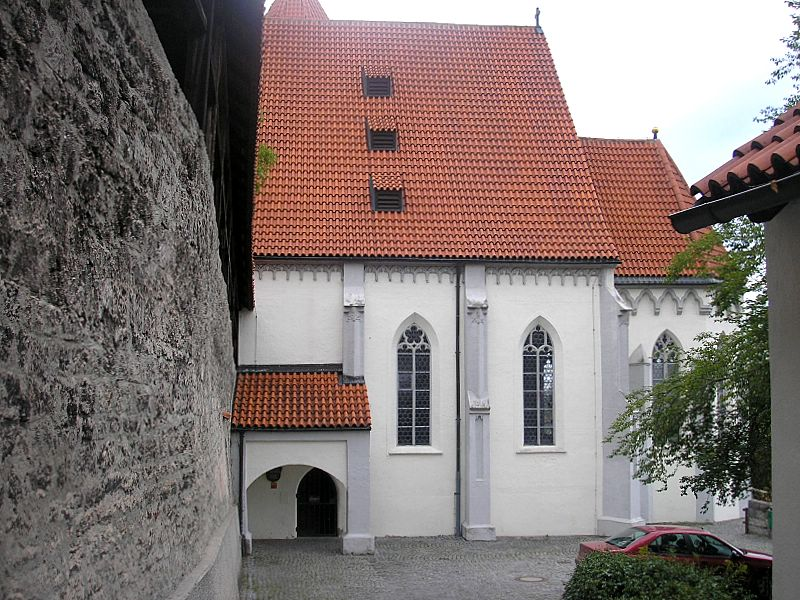
Südseite mit Vorzeichen

Die „Blasiuskapelle“ erscheint erstmals 1319 in einer Urkunde. Möglicherweise stand vorher die alte Pfarrkirche auf der Anhöhe über der Ursiedlung. Eine Sage lokalisiert hier sogar die ehemalige Burg der Edlen von Kaufbeuren. Einen Hinweis auf einen Vorgängerbau liefert das Langhaus von St. Blasius. Bis zu einer Höhe von 2,75 Metern besteht sein Mauerwerk aus Tuffquadern, die mindestens auf das 13. Jahrhundert datiert werden können. 1931 wurde entdeckt, dass der bestehende Backsteinturm auf Mauerwerk aus Tuffquadern gründet. Dies wurde von den Ausgräbern als Grundplatte des Turmes gedeutet, stellt aber vielmehr die Reste eines vierseitigen Vorgängerturmes dar. Unter dem Mittelschiff der heutigen Kirche kamen 1950 bei einer Grabung zwei hochmittelalterliche Tuffsteinmauerzüge zum Vorschein, welche von der Gruft einer einflussreichen Patrizierfamilie herrühren können. Der Fund eines menschlichen Wadenbeins an dieser Stelle bestärkt diese These.
Der Chor der bestehenden Anlage wurde 1436 begonnen. 1484/85 baute man schließlich das Langhaus zur dreischiffigen Halle aus. In den nächsten Jahrzehnten kamen die meisten erhaltenen Ausstattungsstücke, 1600 noch das Fresko an der Nordwand hinzu. Ende des 19. Jahrhunderts wurden die Bildwerke und Malereien „unter staatlicher Aufsicht“ restauriert. Eine größere Renovierung erfolgte 1971, nachdem bereits 1950 und 1968 versucht worden war, das Mauerwerk trockenzulegen.
Die Kirche diente wahrscheinlich ursprünglich als Kapelle der Wehrleute der Stadt. Das Gotteshaus lag unmittelbar an der Stadtmauer, deren Wehrgang durch den Bau führte. Das Wachpersonal konnte so seine Andacht abhalten, ohne den Wehrgang verlassen zu müssen. Die Heiligenfiguren des Hochaltars verweisen auf die bevorzugten Berufe dieser Wehrmänner. Die Bürgerschaft bestand damals hauptsächlich aus Webern und Waffenschmieden. Die Heiligen Blasius und Erasmus sind die Patrone der Wollhechler und Garnwinder, Johannes der Täufer und Sebastian sind den Waffenproduzenten beigeordnet, der heilige Ulrich ist der Beschützer der Stadtsoldaten und Patron des Bistums Augsburg.

## Beschreibung

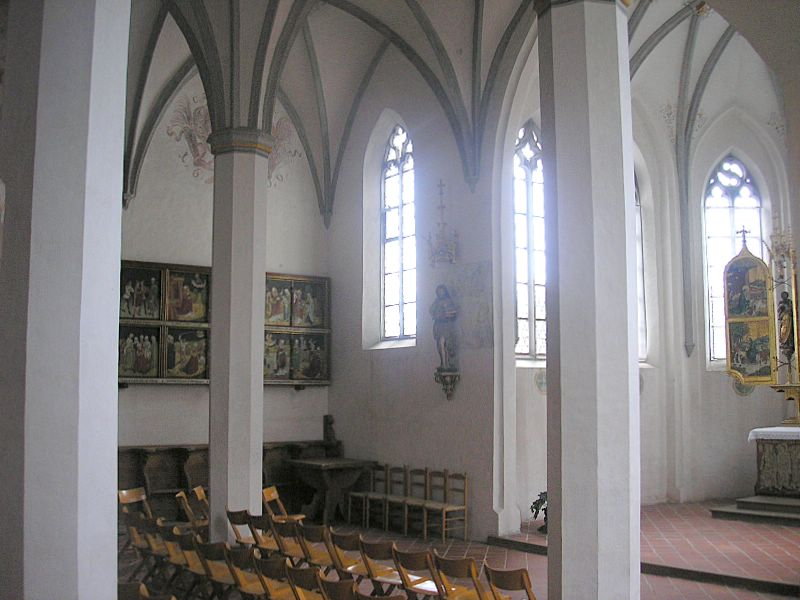
Langhaus und Chor

Der dreischiffige Hallenraum wurde im Westen an die Stadtmauer angebaut. Der Wehrgang führt durch die Kirche zum nebenstehenden Wehrturm, einem runden Backsteinbau mit ziegelgedecktem Kegeldach. Der Chor ist etwas niedriger als das Langhaus und schließt sich östlich an die Halle an. Als Baumaterial verwendete man durchgehend Backstein, nur die Fenstermaßwerke und Architekturgliederungen sind aus Werkstein gefertigt. Der Außenbau ist weiß gekalkt und wird durch schlichte Strebepfeiler gegliedert. Unter dem Dachgesims des Chores bereichert ein umlaufender Kleeblattfries das Äußere.
Im Inneren tragen vier achteckige Pfeiler die Kreuzrippengewölbe des dreijochigen, rechteckigen Langhauses. Der Chor besitzt ein Sternrippengewölbe und schließt in fünf Seiten des Achtecks. Die Fenstermaßwerke mit ihren Fischblasen, Drei- und Vierpässen sind teilweise erneuert.

## Ausstattung
Die unverändert erhaltene spätgotische Raumarchitektur und die weitgehend originale mittelalterliche Ausstattung ergänzen sich zu einem, von neuzeitlichen Veränderungen ungestörten Gesamtbild von seltener Geschlossenheit. Neben der zurückhaltenden floralen Dekoration der Gewölbe sind einige Fresken und Freskenreste der Gotik und Renaissance erhalten, so etwa eine Darstellung der „Auferstehung“ (bez. 1600) an der Nordwand des Langhauses. Vor dem Fragment einer gotischen Kreuzigung an der Ostwand steht die Statue des heiligen Johannes, die dem heimischen Meister Jörg Lederer zugeschrieben wird. Lederer gilt auch als Schöpfer des Hochaltares (bez. 1518) im Chorschluss, der allerdings drei große Holzfiguren eines älteren Altares einbezieht (um 1436). Die Malereien der Predella stammen von Jörg Mack, die Altarflügel von namentlich unbekannten, wohl einheimischen Meistern. Neben Heiligendarstellungen sind hier u. a. die „Geburt Christi“ und die „Anbetung der Könige“ zu sehen.
Am Choreingang ist rechts ein kleines Reliquienaltärchen (um 1470) aufgestellt. Auf der Haupttafel hält ein Engel den Leichnam Christi, auf den Klappflügeln trauern Maria und Johannes.
Die Langhauswände tragen vier große spätgotische (um 1485) Tafelgruppen mit Heiligenlegenden. An der Nordwand illustrieren 20 Bilder in zwei Reihen das Leben des heiligen Blasius. Je zehn Tafeln erzählen an der Westwand die Vita der Heiligen Ulrich, Erasmus und Antonius. Im Süden ist die Marter der Apostel und ihre Trennung dargestellt, die Tafeln werden teilweise von geschnitztem Kielbogen-Maßwerk bekrönt.
Auf einem Bildteppich ist der heilige Blasius mit den Vögeln abgebildet. Das in spätgotischen Stilformen ausgeführte Werk entstand allerdings erst um 1578.
Das Kruzifix mit seiner archaisch wirkenden Christusfigur wird auf etwa 1350 datiert. Rechts vom Chorbogen steht mit dem heiligen Sebastian eine weitere Skulptur aus dem Umkreis Jörg Lederers.

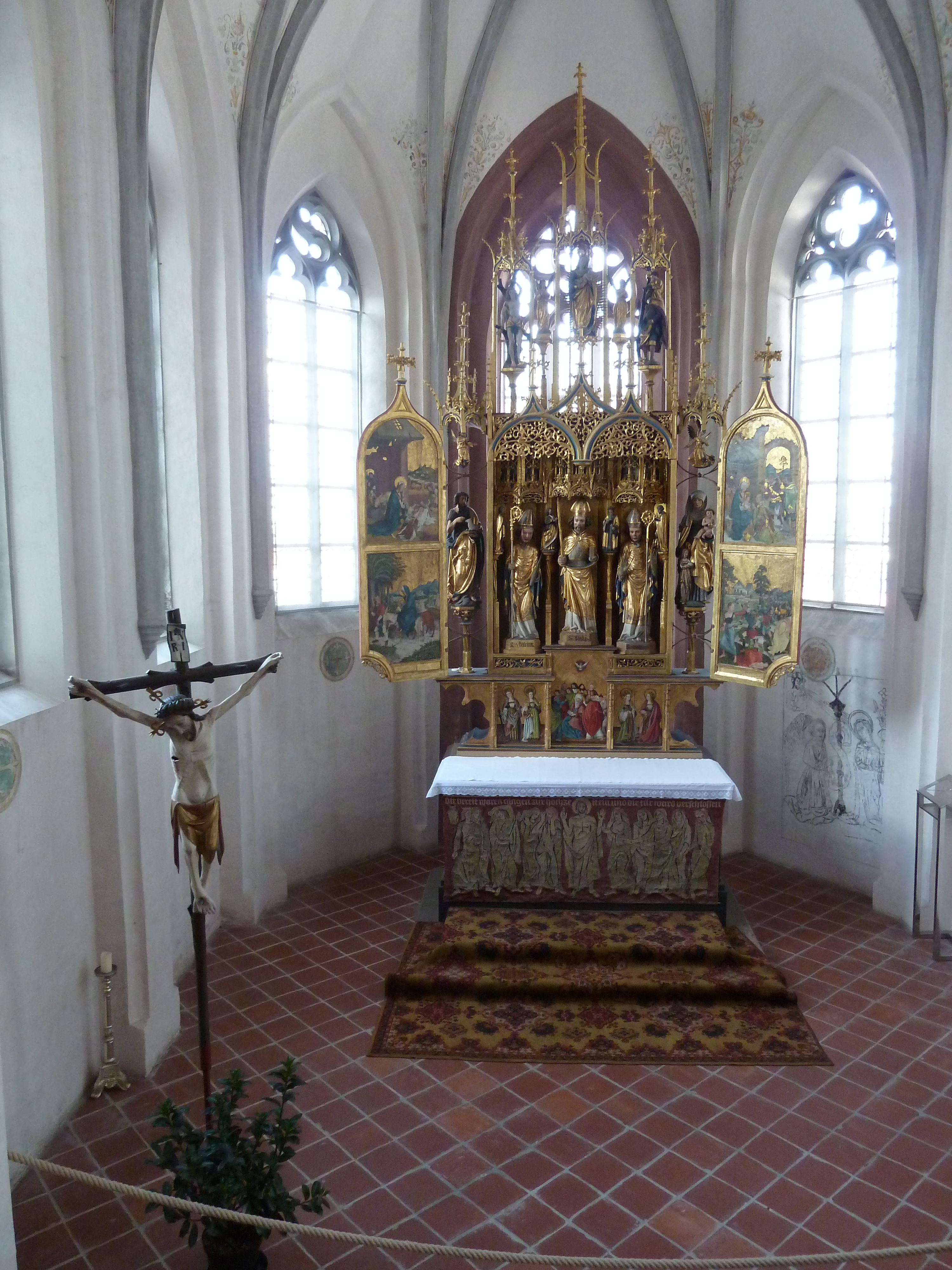
Altar
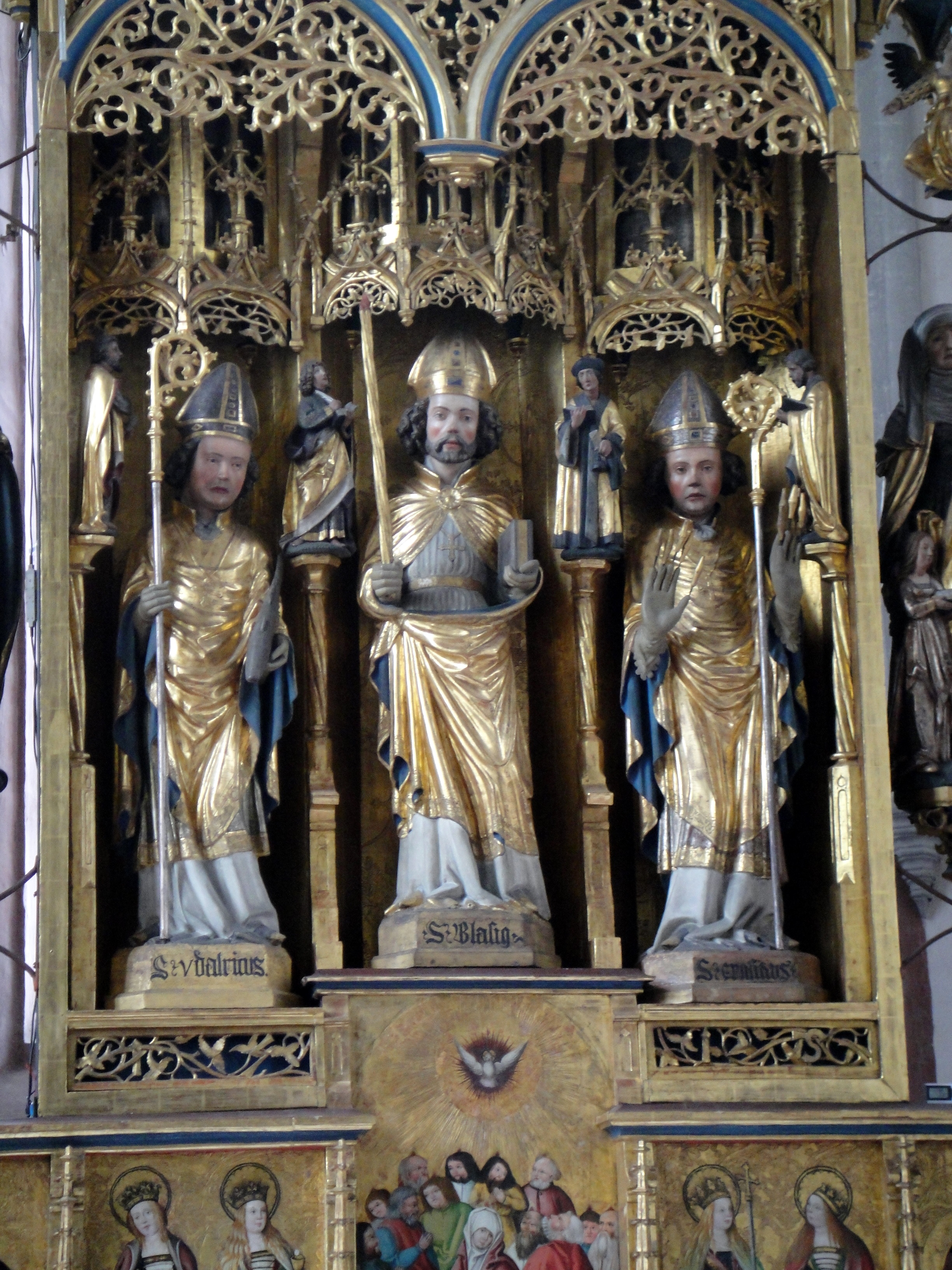
Altardetail
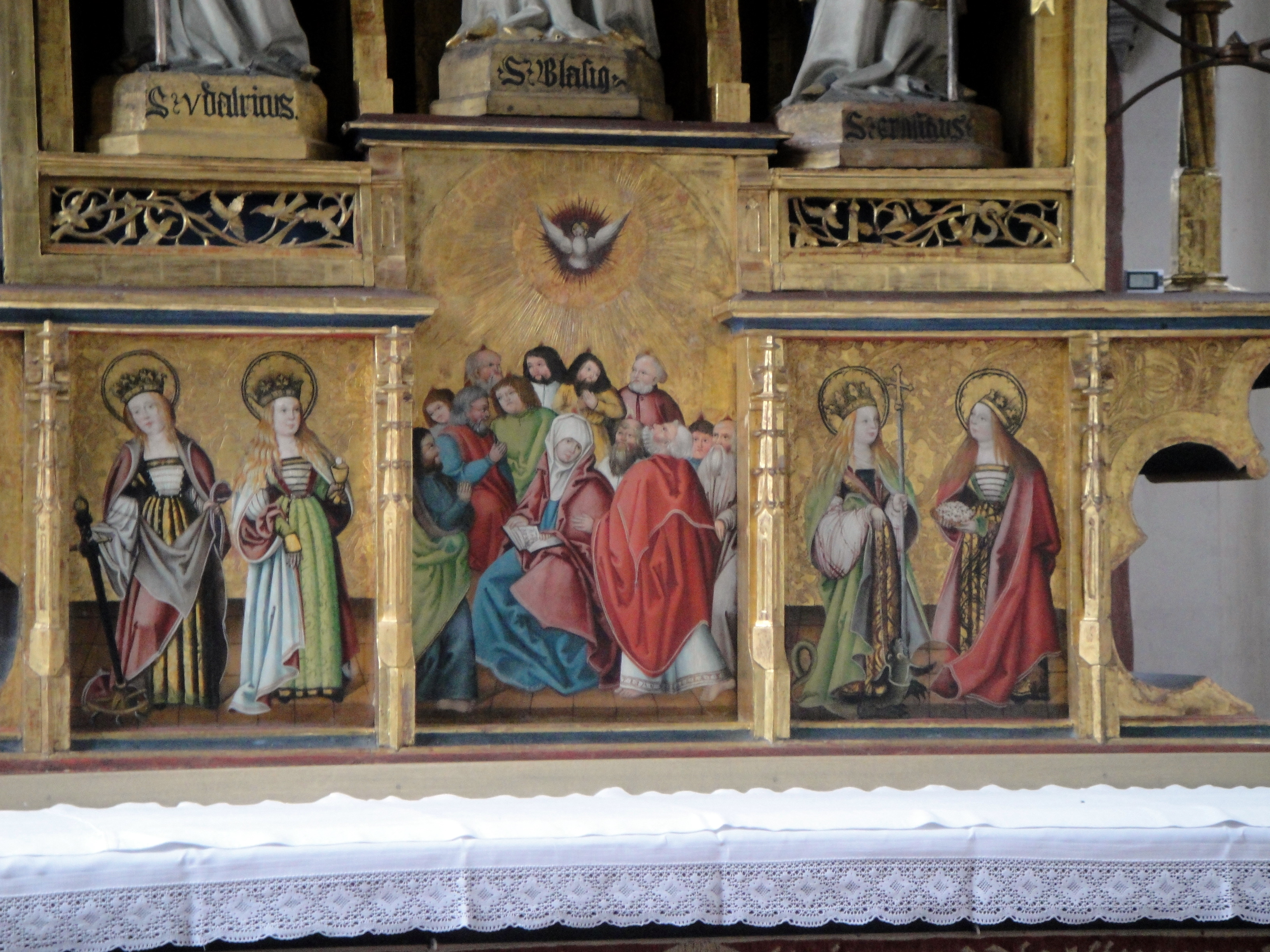
Predella
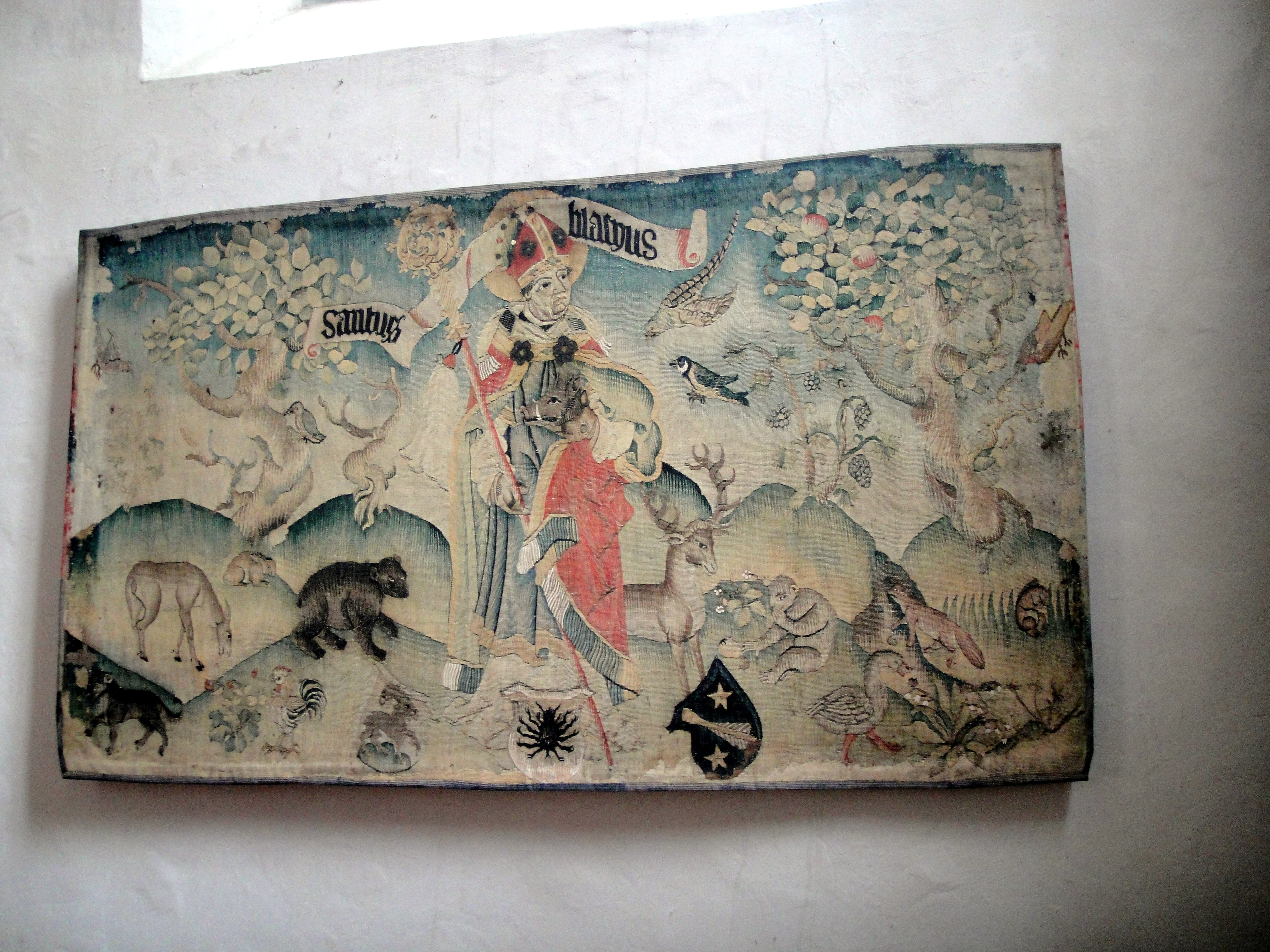
Bildteppich